# Girl Crazy (1943)
Girl Crazy ist ein US-amerikanisches Filmmusical des Filmstudios MGM aus dem Jahre 1943, basierend auf George Gershwins gleichnamiger Broadway-Vorlage. Die erste Verfilmung des Stoffes stammt aus dem Jahr 1932 von William A. Seiter. Das Remake von 1943 beschreibt jedoch eine völlig andere Handlung.

## Handlung
Danny Churchill Jr., ein junger Playboy und Sohn eines bedeutenden Zeitungsverlegers, konzentriert sich hauptsächlich auf die Eroberung von jungen Frauen und gerät damit auch mal in die Schlagzeilen. Damit er sein liederliches Leben aufgibt und etwas Anständiges lernt, wird er von seinem Vater auf das Cody College of Mines and Agriculture geschickt. Die landwirtschaftliche Hochschule hat nur männliche Studenten und liegt in seinem abgelegenen Winkel des Mittleren Westens.  Danny trifft dennoch bald auf eine Frau: Ginger Gray, die resolute Enkelin des Dekans, in die er sich natürlich sofort verguckt – sie hingegen schätzt sein angeberisches Auftreten zunächst gar nicht.
Danny missfällt das Leben am College zunächst, da keinerlei Luxus herrscht und Tätigkeiten wie Rodeoreiten ihm nicht zusagen. Die anderen Studenten halten ihrerseits nicht viel von dem verwöhnten Stadtjungen. Allmählich findet sich Danny aber ein und sein Verhältnis zu Ginger und den anderen Studenten wird freundschaftlicher. Da wird bekannt, dass das College aufgrund niedriger Bewerberzahlen schließen soll. Mithilfe dem bekannten Namen seines Vaters verschafft sich Danny ein Gespräch mit dem zuständigen Gouverneur und lässt sich versichern, dass das College doch nicht geschlossen wird, wenn innerhalb eines Monats die Bewerberzahlen wieder deutlich ansteigen sollten.
Damit der Name des Colleges bekannter wird und die Bewerberzahlen steigen, organisieren Danny und Polly ein Festival, auf dem unter anderem die sogenannte „Rodeo-Königin“ von Danny gekürt werden soll. Polly rechnet fest damit, dass Danny sie küren wird. Aber aus taktischen Gründen hat er diesen Titel ebenfalls Marjorie Tait, der Tochter des Gouverneurs, versprochen. Danny ist in einer Zwickmühle und als er Marjorie zur Königin ernennt (und diese überdies ein Halsband trägt, dass Ginger zuvor Danny geschenkt hatte), ist Ginger von Danny enttäuscht und möchte ihn nicht mehr sehen.
Danny entschuldigt sich bei Ginger und gibt ihr das Halsband wieder. Schließlich versöhnen sich die beiden und es stellt sich außerdem heraus, dass durch das Festival genug neue Bewerbungen eingetroffen sind, um das College zu retten. Nun sollen zukünftig auch Frauen das College besuchen können. Schließlich stimmt das gerettete College in ein musikalisches Finale mit dem Song I Got Rhythm ein.

## Produktionshintergrund
Das bekannte Musical Girl Crazy von George Gershwin aus dem Jahr 1930 wurde insgesamt dreimal verfilmt, wobei diese Fassung die zweite Verfilmung ist. Bereits 1932 entstand bei RKO Radio Pictures eine erste Verfilmung, die auf das damals populäre Komikerduo Bert Wheeler und Robert Woolsey zugeschnitten war. Die dritte Verfilmung Boy meiner Träume (When the Boys Meet the Girls) war 1965 mit bekannten Musikkünstlern wie Connie Francis (als Ginger), Harve Presnell (als Danny), Louis Armstrong, Liberace und den Herman’s Hermits besetzt. Alle drei Verfilmungen lassen sich jedoch gegenüber Gershwins Vorlage einige Freiheiten.
Während des Beginns der Drehtage entstanden Streitigkeiten zwischen Busby Berkeley und dem Musikarrangeur Roger Edens. Berkeley, der schon immer für seine extravaganten Tanznummern bekannt war, verlangte eine große westernartige Finalnummer, während Edens eine einfachere rhythmusbetonte Musiknummer wollte. Roger Edens drohte mit seiner Kündigung, woraufhin Produzent Arthur Freed Berkeley entließ, nicht zuletzt auch wegen der Streitigkeiten zwischen dem als autoritär geltenden Berkeley und Judy Garland. Berkeleys Einfluss ist im Film insbesondere noch in der Schlussnummer I Got Rhythm zu erkennen.
Girl Crazy war der neunte von zehn Filmen, den Judy Garland und Mickey Rooney zusammen drehten – und der letzte, in dem sie als Leinwandpaar agierten. Danach traten sie noch 1948 gemeinsam in dem Film Words and Music, in diesem Film mit Rooney in der Hauptrolle hatte Garland aber nur einen Gastauftritt. Nach Musik ist unsere Welt (1939), Heiße Rhythmen in Chicago (1940) und Babes on Broadway (1940) war es der vierte und letzte einer Reihe von Musicalfilmen, die Garland und Rooney bei der sogenannten „Freed Unit“ – der Musicalabetilung von Metro-Goldwyn-Mayer – zusammen drehten. Alle vier Filme hatten Berkeley als Regisseur (hier bei Love Crazy aber während der Dreharbeiten durch Norman Taurog ersetzt), Arthur Freed als Produzenten, Roger Edens als Musikarrangeur, George E. Stoll als Musikdirektor, Charles Walters als Tanzchoreograf, Fred F. Finklehoffe (bis auf Musik ist unsere Welt) als Drehbuchautor und Ray June als Kameramann.

## Songs
Alle Lieder wurden von George Gershwin (Musik) und Ira Gershwin geschrieben. Die Musicalnummern in der Reihenfolge ihres Auftritts im Film:
1. Treat Me Rough – June Allyson, Mickey Rooney, Vokalgruppen The Music Maids und The Stafford Sisters, und Tommy Dorseys Orchester
2. Bidin' My Time – Judy Garland und Musikgruppe The King’s Men
3. Could You Use Me? – Mickey Rooney und Judy Garland
4. Embraceable You – Judy Garland und Chor
5. Fascinating Rhythm – Tommy Dorsey und sein Orchester, mit Mickey Rooney am Klavier
6. But Not For Me – Judy Garland und Rags Ragland
7. I Got Rhythm – Judy Garland, Mickey Rooney, Vokalgruppen Six Hits and a Miss und The Music Maids, Chor und Tommy Dorseys Orchester

Dazu spielt Tommy Dorseys Orchester im Laufe des Films mit Sam and Delilah, Boy! What Love Has Done to Me! und Barbary Coast drei weitere Lieder von Gershwin. Zudem erklingt Gershwins When It's Cactus Time in Arizona als Hintergrundmusik.

## Rezeption
Der Film kostete 1.410.850 US-Dollar und brachte den MGM-Studios 3.771.000 Dollar ein.
Die New York Times schrieb am 3. Dezember 1943, nach Girl Crazy sei schwer zu bestreiten, dass Judy Garland und Mickey Rooney das talentierste junge Filmpaar in Hollywood seien: „Mit George Gershwins Musik und genug Freiraum für die beiden Zwillingsstars, ist Girl Crazy eine witzige, schnelle und komplett ansteckende Unterhaltung.“
Pauline Kael befand Jahrzehnte später, auf „seine eigene Art“ sei der Film „beinahe unwiderstehlich“. Auch der TV Guide nannte den Film „unwiderstehliche Unterhaltung“, es sei eine der besten Rooney-Garland-Zusammenarbeiten.
Für den All Movie Guide ist Girl Crazy „feine Unterhaltung“ und die Endnummer I Got Rhythm sei „großer Spaß“. Rooney und Garland würden hier deutlich erwachsenere Figuren als in ihren vorherigen gemeinsamen Filmen spielen, und dabei einen „wundervollen Job“ machen. Garland habe nie besser ausgesehen und biete eine ihrer stärksten Darstellungen, es sei beeindruckend, welche „Wirksamkeit und Vielschichtigkeit“ sie in ihre eigentlich nur im leichten Fach angelegte Rolle bringe. In ihrer Nebenrolle sei Nancy Walker „unterhaltsam“, aber zugleich unterfordert, während June Allyson in ihrem Kurzauftritt als Sängerin am Filmanfang „selten besser“ gewesen sei.